# Radzowice
Radzowice (deutsch Reesewitz) ist ein Dorf in der Landgemeinde Gmina Dziadowa Kłoda im Powiat Oleśnicki der Woiwodschaft Niederschlesien im südwestlichen Teil Polens.

## Geschichte

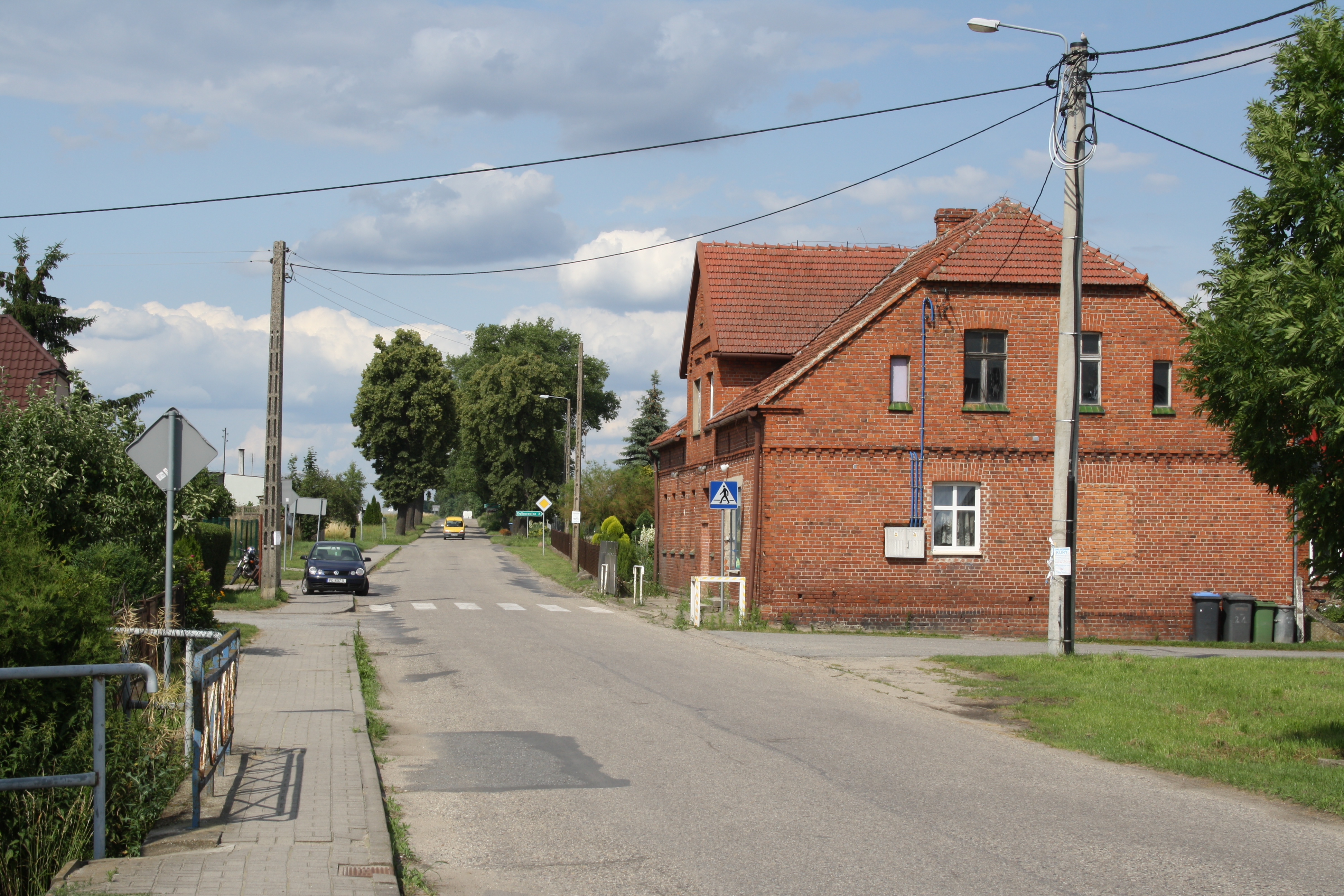
Straße nach Syców in Radzowice

Schon im 19. Jahrhundert wurden im Dorf und seiner Umgebung vor- und frühgeschichtliche Funde gemacht. Erstmals erwähnt wird das Dorf im Gründungsbuch des Breslauer Bistums (Liber fundationes).
Eine Schule wurde in Reesewitz schon vor 1663 gegründet. Das letzte Schulhaus stammte aus dem Jahr 1887. Es enthielt zwei Klassenräume und die Wohnung für den Lehrer. Letzter Hauptlehrer und Organist war Kurt Reichert, dieser leitete auch den Gesangverein und den Kirchenchor. Einige Schulkinder kamen auch vom 1 km entfernt liegenden Vorwerk ins Dorf.
Reesewitz bildete einen eigenen Amts- und Standesamtsbezirk, zu dem auch die Dörfer Galbitz und Mühlwitz gehörten. Nach der Volkszählung vom 17. Mai 1939 hatte das Dorf 527 Einwohner. Die Gesamtgemarkung war 1097 ha groß. Nach dem Aussterben der Besitzerfamilie, den Grafen von Dyhrn, wurde das Gut in den Jahren 1920/21 neu besiedelt. Die Siedler kamen aus der Provinz Posen.

## Kirche

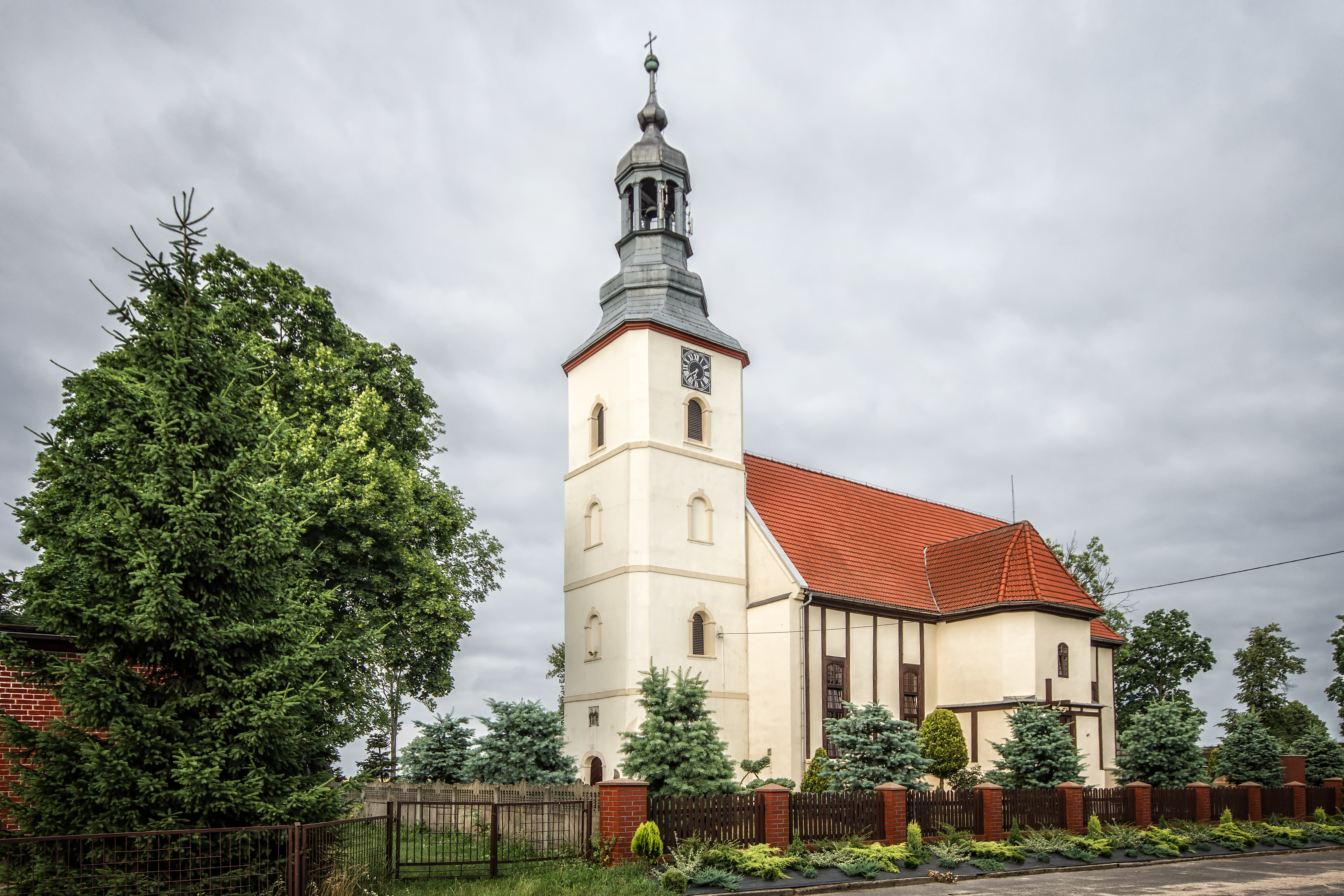
Dorfkirche aus dem Jahr 1747

Die Kirche in Reesewitz wurde 1524 erstmals urkundlich erwähnt. 1747 wurde die evangelische Kirche neu errichtet, wobei Altar und Kanzel aus der alten Kirche übernommen wurden. Eine der beiden Kirchenglocken trug die Jahreszahl 1614. In der Reesewitzer Kirche gab es auch einen Taufengel, ähnlich wie in Pangau.
Die Kirche zu Reesewitz war in der Gegenreformation eine Zufluchtskirche für die Protestanten aus dem Kreis Groß-Wartenberg. Außer Ulbersdorf gehörten zur Kirchengemeinde Reesewitz noch Groß-Wartenberg und die Dörfer Neu Stradam, Nieder Stradam, Kunzendorf, Dalbersdorf und Grunwitz. Letzter evangelischer Pastor in Reesewitz war Fritz Helbig. In Reesewitz war eine evangelische Gemeindeschwester (Diakonisse) tätig, und es gab einen Gemeindekindergarten.
Seit 1945 wird die Kirche von der römisch-katholischen Pfarrgemeinde genutzt.

## Persönlichkeiten
- Konrad Adolf von Dyhrn (1803–1869), Aristokrat, Politiker, Philosoph, Dichter und Grundbesitzer
- Alexandra von Dyhrn (1873–1945), Genealogin